# GALAY
GALAY（ガレイ）と、日本の期間限定活動のロックバンドであり、主に2001年に活動した。GLAYとガレッジセールがコラボレーションしたものである。

## 略歴
GLAYとガレッジセール、両者が互いのファンであったことから実現。元々はガレッジセールのレギュラー番組「Gallage Vanguard」（テレビ朝日系）の企画。
シングル「道産子シーサー」は番組内で、東京、北海道、沖縄で計1000枚のみ配布。いくつかのバージョン違いが収録されている。メインのバージョンの音源そのものは、後にGLAYのアルバム『rare collectives vol.2』に収録された。
 
ライブは「Gallage Vanguard」の企画と絡めて、過去一度だけ2001年12月12日にZEPP大阪で、GLAYのライブのアンコールと言う形で実現した。CD化された楽曲は「道産子シーサー」のみだが、上記ライブでは「ENJOY GLAY～DANCE REMIX 賀来千香子バージョン～」というオリジナル曲が演奏された。同ライブでは、GLAYのオリジナル曲「COME ON!」も4+2+2の8人で演奏。便宜上GALAYがGLAYの楽曲をカバーした形となった。このライブを最後に、活動は封印されている。

## メンバー
- GLAYより
  - テルオ - TERU：ボーカル
  - そのまんまヒサシ - HISASHI：ギター
  - 鼻キューピット - TAKURO：ギター
  - 銀次郎こと銀焼酎 - JIRO：ベース
- ガレッジセールより
  - カワちゃん - 川田広樹：ボーカル
  - ゴリ・ボンジュール - ゴリ：ボーカル

- ライブの際のサポートメンバー
  - 色メガネ - TOSHI（永井利光）：ドラムス
  - 色チガイ - 小森茂生：キーボード

## 「道産子シーサー」の内容
- 作詞はゴリ・ボンジュール、作曲は鼻キューピッド。アレンジはDoc. loc worksが担当した。
- 歌詞の中には、当時のガレッジセールの持ちネタ「Enjoy Play」他、北海道と沖縄県にちなんだものが歌いこまれている。ただし、それらは全て強引に北海道と沖縄県を融合させたものである。（「ソーキ味噌ラーメン」「ハブ毛ガニ」「イリオモテヤマキツネ」「キタマングース」など）
- ゴリ・ボンジュールが作詞したものに鼻キューピッドが曲をつけるという形で作られたが、出来上がった歌のあまりの完成度の高さにゴリ・ボンジュールが「ふざけていて申し訳ありませんでした」と頭を下げる姿がGallage Vanguard内で放送された。